# Algèbre arabe
Pour les articles homonymes, voir Algèbre (homonymie).
L'algèbre arabe est l'algèbre qui a été développée et pratiquée par les mathématiciens de langue arabe, essentiellement entre le IXe siècle et le XVe siècle. Dans son Abrégé du calcul par la restauration et la comparaison, au début du IXe siècle, Al-Khawarizmi pose les fondations de l'algèbre.